# Breviceps mossambicus
Breviceps mossambicus е вид жаба от семейство Brevicipitidae. Видът не е застрашен от изчезване.

## Разпространение
Разпространен е в Демократична република Конго, Замбия, Зимбабве, Малави, Мозамбик, Свазиленд, Танзания и Южна Африка.